# Pierre Moerlen
Pierre Moerlen, född 23 oktober 1952 i Colmar, död 3 maj 2005 i Sainte-Marie-aux-Mines, utanför Strasbourg, var en fransk trumslagare och percussionist. Han är främst känd som medlem i Gong, en musikgrupp han även ledde en tid då gruppen kallades Pierre Moerlen's Gong. Under hans ledning gick gruppen från att ha spelat spacerock och progressiv rock till att spela jazzfusion.  trummor, percussion (1997–1999;  i Brand X. Moerlen har även spelat slagverk på flera av Mike Oldfields skivor med start på 1975 års Ommadawn. Den sista skivan han gjorde med Oldfield var 1987 års Islands.
Moerlen har även medverkat på skivor av Steve Hillage, Mick Taylor och Sally Oldfield.
Han var även med i gruppen Tribute från Norrköping.